# Алтар

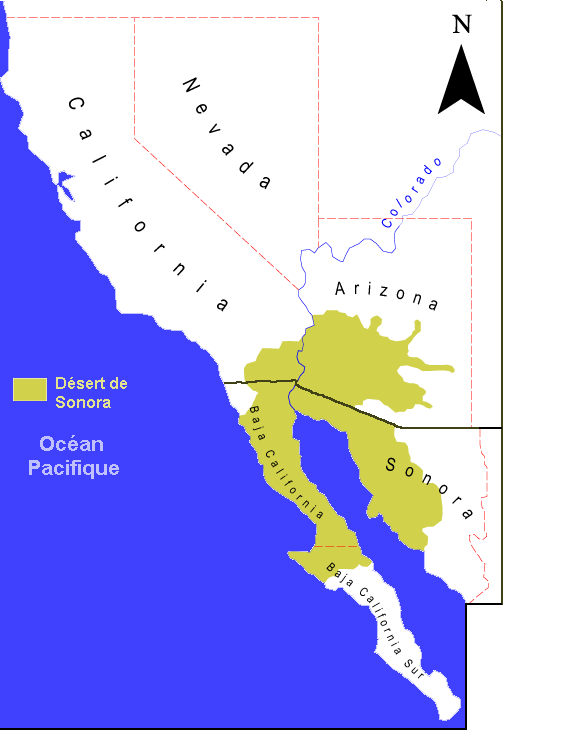
Карта пустелі Сонора

Алтар (ісп. Gran Desierto de Altar) — піщана пустеля в Північній Америці, яка є частиною пустелі Сонора. Розташована на північному узбережжі Каліфорнійської затоки (Мексика). Займає територію площею 5700 км².
Клімат пустелі Алтар гарячий посушливий. Середньорічна кількість опадів, більша частина яких припадає на період з вересня по грудень, становить 73 мм у Пуерто-Пеньяско, Сонора (розташований у південно-східній частині пустелі) і зменшується на північ, до Юма, штат Аризона (у північно-західній частині) до 62 мм у рік.
Середні річні максимуми понад 45 °C. Середні зимові мінімуми рідко бувають нижче 10 °C.